# الصناعة في مصر

## نشْئِت الصناعة في مصر
نشأت الصناعة في مصر منذ الحضارة المصرية القديمة وعرف قدماء المصريين استخراج المعادن كالنحاس والفضة والذهب، ونجحوا في صهرها وتصنيعها، وعرفوا صناعة الآلات والأدوات الزراعية والمعدات الحربية وصناعة الخزف وصناعة بناء السفن وصناعة المنسوجات الكتانية وصناعة عّصر الزيوت، وبرعوا في صناعة الحلي المرصعة بالأحجار الكريمة، وتشهد الآثار المعروضة بالمتاحف التاريخية على دقة الصناع المصريين القدماء وجمال مشغولاتهم.

### الصناعة في العصر الحديث[1]

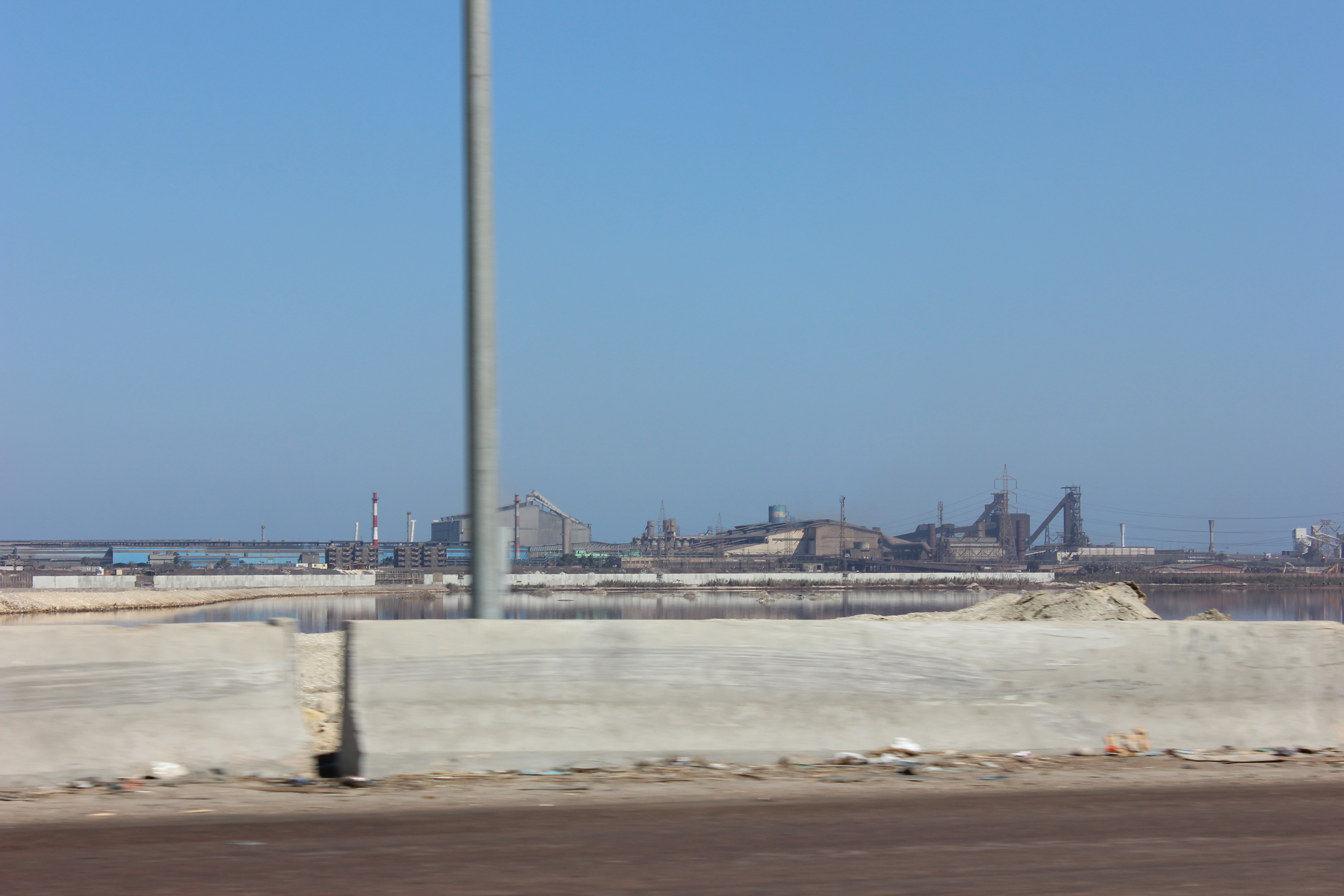
من أحياء الإسكندرية الصناعية حي الذي به مصنع حديد ومصنع أسمنت

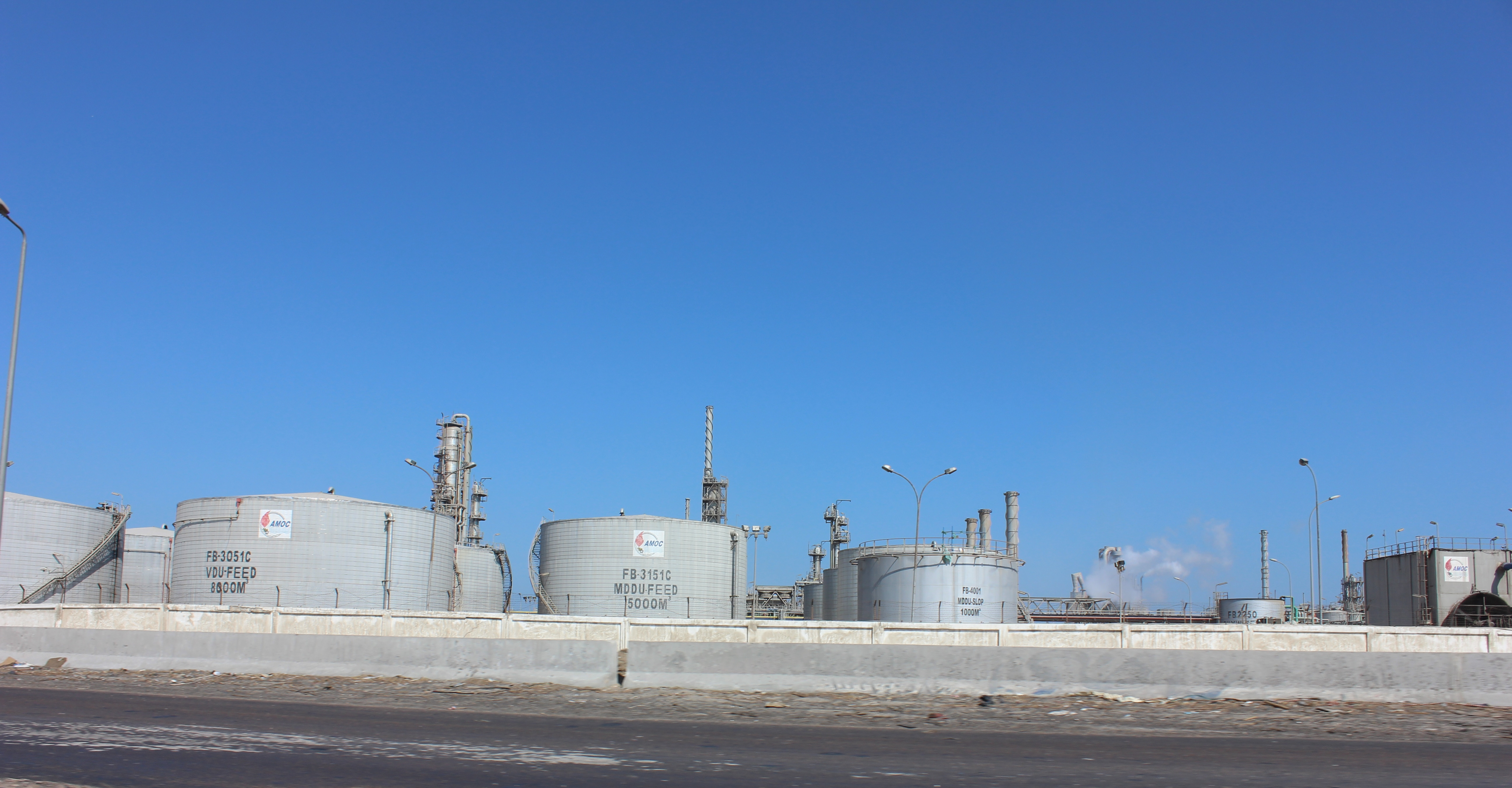
صهاريج محروقات.

شهدت مصر نهضة صناعية في القرن التاسع عشر على يد محمد علي الذي شهد عصره إرساء قاعدة صناعية كبرى، شملت صناعة المنسوجات وصناعة السكر وعصرَ الزيوت ومضارب الأرز، كما ازدهرت الصناعات الحربية وأقيمت ترسانة لصناعات السفن ومصانع لتحضير المواد الكيماوية.

##### بنك مصر ودوره في الصناعة
وقد قاد بنك مصر الذي تم تأسيسه عام 1920 برؤوس أموال مصرية حملة للنهوض بالصناعة المصرية، ونجح البنك في تأسيس قاعدة صناعية شملت سلسلة من الشركات والمصانع الكبرى نجحت في إقامة صناعة مصرية متطورة، ورفع المصريون شعار "المصري للمصري" ونجح هذا الشعار في حماية المصنوعات المصرية.
وجاءت ثورة يوليو عام 1952 لتستكمل الطريق بإرساء مشروعات رائدة من الصناعات الثقيلة مثل الحديد والصلب والصناعات التعدينية والبترولية والصناعات الكيماوية بالإضافة إلى صناعات الغزل والنسيج والصناعات الغذائية، ثم جاءت الفترة (1967 – 1973) حيث أثرت الحرب على أداء القطاع الصناعي سلباً، ليعاود بداية انتعاش بعد نصر أكتوبر 1973 وتطبيق سياسة الانفتاح الاقتصادي.وصدر قانون الاستثمار لرأس المال العربي والأجنبي، بهدف تشجيع الاستثمار الصناعي في مصر وكذلك جذب مدخرات المصريين في الخارج.. وأعقب ذلك إعلان سياسة الانفتاح الاقتصادي.
ومع بدايات القرن الحادي والعشرين بدأت مصر مرحلة من مراحل النهوض بالصناعة المصرية، ورفع القدرة التنافسية للمنتج المصري وتحديث الصناعة المصرية في إطار برنامج متكامل يُساهم في رفع الصادرات للانضمام بفاعلية في الاقتصاد العالمي، بالإضافة إلى توفير البيئة الملائمة للنشاط الصناعي والتجاري لتشجيع القطاع الخاص للاضطلاع بالدور الرئيسي في تحقيق التنمية الاقتصادية.

## أهمية الصناعة في مصر[1]

### الأهمية
يمثل قطاع الصناعة عصب التنمية الاقتصادية باعتباره من أكثر القطاعات تحقيقاً لمعدلات نمو مرتفعة،  بالإضافة إلى دوره فى دعم الناتج القومى فهو يسهم بحوالى 17.7% من الناتج المحلي الإجمالي ويستوعب القطاع نحو 30 % من إجمالى القوى العاملة أى مايقرب من 2.5 مليون عامل فى حوالى  38 ألف منشأة صناعية.

#### المساهمة
وتأتي الصناعة في مقدمة القطاعات الاقتصادية من حيث مساهمته في الناتج المحلي الإجمالي (حوالي 20%)، بالإضافة إلى علاقته التشابكية القوية مع العديد من القطاعات الإنتاجية والخدمية، علاوة على دوره في تنمية التجارة الخارجية وتحسين ميزان المدفوعات.
وتهدف الدولة الى النهوض بالصناعة لتصبح مصر من الدول الرائدة صناعياً في الشرق الأوسط وإفريقيا من خلال تعميق التصنيع المحلى، والتوسع في الصناعات ذات القيمة المضافة العالية والمكون التكنولوجي المرتفع، وتهيئة المناخ الجاذب للاستثمارات العربية والأجنبية ورفع معدل نمو الصناعة إلى 8٪ بما يؤدي لزيادة مساهمة الصناعة في الناتج المحلي إلى 21٪، وزيادة الصادرات سنوياً بمعدل 10٪ بحلول 2020 .
فضلاً عن ارتفاع قيمة الناتج الصناعي إلى حوالي 982 مليار جنيه في عام 2021، بالإضافة إلى تمتع مصر بقاعدة صناعية متنوعة تشمل حوالي 150 منطقة صناعية موزعة على كافة محافظات مصر.

##### النتيجة
شهدت السنوات الأخيرة ارتفاعاً متدرجاً في إجمالي الصادرات الصناعية المصرية، حيث ارتفعت القيمة الإجمالية للصادرات من 13.8 مليار دولار عام 2004/2005، لتصل إلى 26,11 مليار دولار عام 2014، منها 12.5 مليار دولار من منتجات الوقود والزيوت المعدنية و2.8 مليار دولار من السلع كاملة التصنيع، وقد وصلت قيمة الصادرات إلى حوالي 40 مليار دولار بارتفاع سنوي حوالي ١٢%

## مقاومات الصناعة في مصر[1]
تمتلك مصر كافة المقومات الصناعية التى تؤهلها للريادة إقليمياً وقارياً حيث تتوافر بها المواد الخام والكوادر البشرية المؤهلة ومصادر الطاقة التقليدية والمتجددة بالإضافة إلى سياسة الدولة الداعمة للقطاع الصناعي من خلال بيئة ملائمة وحزم تشريعية وإجرائية داعمة للإستثمار الصناعى، مشيرةً فى هذا الإطار إلى إنتهاء الحكومة من إعداد قائمة بـ100 إجراء تحفيزي للنهوض بالصناعة المصرية وجذب المستثمرين للاستثمار في القطاعات الصناعية المختلفة شملت 58 إجراء قصير الأجل و33 إجراء متوسط الأجل و9 اجراءات طويلة الأجل، وتم الانتهاء من 66 إجراء منها حتى الأن وجاري الانتهاء من باقي الإجراءات، حيث تستهدف هذه الإجراءات توفير احتياجات السوق المحلية إلى جانب زيادة الصادرات المصرية للأسواق العالمية وفقًا لخطة ممنهجة ترتكز على قبول ورواج المنتج المصري بهذه الأسواق.
تتوافر في مصر مقومات كثيرة ساعدت على قيام الصناعة بها مثل:
- العمالة الوفيرة رخيصة الثمن
- رأس المال خاصة بعد تشجيع الحكومة للمستثمرين وتهيئة المناخ الملائم لفرص الاستثمار ومنح المستثمرين العديد من التيسيرات والتسهيلات
- وسائل النقل حيث يوجد في مصر شبكة مواصلات متنوعة تسهل نقل السلع والمنتجات إلى الأسواق المحلية والعالمية،
- توافر الخامات اللازمة للتصنيع مثل الخامات النباتية المتمثلة في الخضر والفاكهة والقطن والكتان والسمسم والقصب والبنجر وغيرها، أيضاً توافر الخامات الحيوانية مثل الألبان والجلود التي تُستخدم في المصنوعات الجلدية.. بالإضافة إلى توافر المعادن المختلفة مثل النحاس والزنك والرصاص والكروم والحديد والنيكل والتنجستين والفوسفات والبازلت والألمونيوم والفحم والكبريت وملح الطعام والمنجنيز والكاولين والقصدير والجرافيت والكوارتز والتتاليم والليسيوم والبوتاس، وجميعها تستخدم في الصناعات المختلفة.

## أهم الصناعات في مصر[3]
- صناعة المنسوجات: تُعتَبر المنسوجات بكافّة أنواعِها من الصّناعات المهمّة في مِصر منذ عصر الفراعنة حتّى عصر جمال عبد الناصر؛ والذي ساهم في إعادة تأهيل وافتتاح مصانع جديدة للـنسيج، معتمداً في ذلك على تطوّر زراعة القطن.
- صناعة الخيامية: هي صناعة الأقمشة المُلوّنة التي تُستعمَل في عمل السّرادقات؛ والتي تتميّز بتنوّع منسوجاتِها وأشكالِها وألوانِها، حيث يستخدمها أهالي مصر في تزيين أفراحهم.
- صناعة الجلود: حيث لا تزال موجودةً في مصر، كما أنّها تصدّرها للكثير من دول العالم.
- الأثاث المنزلي: تُعتبر هذه الصّناعة من أقدم الصّناعات المحليّة، والتي تتواجد أغلبها في محافظة دمياط؛ حيث تُنتج الملايين من قطع الأثاث وتُصدَّر لخارج الدّولة.
- صناعة النحاسيات: حيث تُصنَع في كلٍّ من شارع النَّحّاسين وحيّ الجماليّة، والتي أصبحت الآن من الأنتيكات المنزليّة.
- صناعة الفَخّار: تتمركز مصانع الفَخّار في صعيد مصر؛ والذي يُستعمل في الأواني المنزلية حتى يومنا هذا.
- صناعة الإسمنت: حيث تُنتج الجمهوريّة المصريّة سنوياً قرابة 35 مليون طنٍّ من الإسمنت لأغراض البناء، كما أنّها تصدّر ما يقارب 6 ملايين طن إلى كلٍّ من البلاد العربيّة، وأمريكا الجنوبيّة، والدول الأوروبية، والولايات المتّحدة؛ حيث إنّ مصر تُعتَبر من الدّول السّبّاقة لإنشاء مصانع الإسمنت على أراضيها، فقد تمّ إنشاء أول مصنع فيها عام 1911م.

ومن الصناعات الأخرى أيضاً: صناعة الحديد، والصُّلب، وصناعة الكيماويّات، والأسمدة.

## الإصلاحات التشريعية و الإجرائية بقطاع الصناعة[1]
- قانون التراخيص الصناعية: تم إصدار قانون تيسير إجراءات منح التراخيص الصناعية رقم 15 لسنة 2017، والذي يهدف إلى تقليل المدة الزمنية اللازمة لإصدار ترخيص صناعى من 634 يوم إلى أقل من أسبوعين، بالإضافة إلى تمكين 80٪ من الصناعات بإصدار تراخيص بالإخطار، و20٪ من الصناعات بتصريح مسبق وهي الصناعات الثقيلة والكثيفة .
- تفعيل قانون تفضيل المنتجات المحلية في العقود الحكومية بما يسمح بتحسن الفرص البيعية للصناعات المحلية وزيادة إنتاجها وإصدار اللائحة التنفيذية له.
- الانتهاء من صياغة المقترح الخاص بتحويل هيئة التنمية الصناعية إلى هيئة اقتصادية وتم عرضه على مجلس النواب.
- الانتهاء من قانون المجالس التصديرية.
- الانتهاء من قانون إنشاء الهيئة الاقتصادية لتنمية المثلث الذهبي.
- قانون سلامة الغذاء: تم إعداد مشروع القانون الخاص بإنشاء هيئة سلامة الغذاء والموافقة عليه من مجلس الوزراء و إقراره من البرلمان.
- حقق قطاعا الصناعة والتجارة تطوراً ملموساً خلال الـ 8 سنوات الماضية حيث أولت الحكومة المصرية بدعم وتوجيهات من القيادة السياسية اهتماماً غير مسبوق بتطوير القطاعات الصناعية وزيادة معدلات التصدير بإعتبارهما من الدعائم الأساسية للاقتصاد القومى وقاطرة التنمية الاقتصادية الشاملة في مصر، ولدورها المحوري في تحقيق الاستقرار الاجتماعي من خلال توفير فرص العمل أمام الشباب وتحسين مستويات معيشة المواطنين

## القطاع الخاص و قطاع التصدير[1]

### تعزيز الشراكة مع القطاع الخاص[1]
بالتزامن مع ما شهده الاقتصاد العالمي من تحديات منذ بدء جائحة كورونا وجه الرئيس السيسي  بتعزيز الشراكة مع القطاع الخاص فيما يتعلق بمشروعات البنية التحتية والقومية، والاعتماد على الصناعة المصرية لتوريد احتياجات تلك المشروعات، بما يسهم في تحفيز الإنتاج الوطني من خلال الاستثمار فـي البنيـة التحتيـة كمحرك أساسي للنهوض بالاقتصاد، وتضمنت أبرز  تلك المشروعات إضافة ما يتخطى 4800 كيلو متر طرق، تطوير منظومة السكة الحديد لنقل البضائع، قناة السويس الجديدة وتطوير الموانئ التجارية وزيــادة أطــوال الارصفة، وانشاء 8 مطارات جديدة، انشاء محطات الكهرباء الجديدة، واستصلاح 4 مليون فدان، وتدشين المشروعات التنموية مثل مشروع تطوير الريف المصري ومبادرة حياة كريمة، وقد ساهمت تلك المشروعات الاستراتيجية في خلق طلب محلى كبير على منتجات القطاعات الصناعية المختلفة واهمها مواد بناء وتشييد، وصناعة الكيماويات، والأثاث، والصناعات الهندسية، وغيرها بهدف توريد حوالي 70% من إجمالي احتياجات تلك المشروعات، كما ساهمت تلك المشروعات في إتاحة الفرصة للصناعة المصرية للتوسع وزيادة طاقتها الإنتاجية وتوفير المزيد من فرص العمل، بما يسهم في تحسين مستوى المعيشة للمواطن، لافتةً إلى أن هذه الجهود ساهمت في جعل الاقتصاد المصري اقتصاد جاذب للاستثمارات الأجنبية بالإضافة إلى تسهيل النفاذ للأسواق العالمية من خلال مضاعفة الطاقة الاستيعابية للبنية التحتية لنقل المنتجات وتوفير خدمات لوجستية متطورة والربط مع الطرق الإقليمية والعالمية بما يسهم في تخفيض تكلفة الإنتاج وزيادة تنافسية الصادرات باختصار الوقت المستغرق للنفاذ إلى الموانئ والنهوض بالبنية التحتية الصناعية من مدن صناعية ومجمعات ومدن جديدة وموانئ برية وبحرية تتمتع بكافة الخدمات ذات الصلة.

### قطاع التصدير
دور الدولة
حظي قطاع التصدير بإهتمام  كبير من الدولة المصرية وذلك لدوره المحورى فى منظومة التنمية الاقتصادية التى تتبناها الدولة إذ بلغ إجمالي الصادرات السلعية المصرية فى عام 2014 حوالي 22.2 مليار دولار ارتفعت مع نهاية عام 2021 لتصل الى 32.4 مليار دولار بنسبة زيادة بلغت 46% وهو أعلى معدل للصادرات في تاريخ التجارة الخارجية لمصر، وقد ساهمت هذه المؤشرات الايجابية فى اصلاح الخلل فى الميزان التجاري لمصر مع دول العالم والذي بلغ فى نهاية عام 2021 حوالي 47.6 مليار دولار مقارنة بـ 53.4 مليار دولار فى عام 2014.
التحديات الاقتصادية والصحية
نجحت  الإدارة المصرية في تحويل التحديات الاقتصادية والصحية العالمية إلى فرص واعدة أمام الصادرات المصرية وهو ما ساهم في النفاد للمزيد من الأسواق الدولية ودخول منتجات جديدة بقائمة الصادرات المصرية بالإضافة إلى زيادة الطلب العالمى على المنتج المصري، لافتةً إلى أن جهود الحكومة في هذا الإطار تستهدف استمرار معدلات زيادة الصادرات سنوياً من خلال فتح اسواق جديدة وتعظيم الاستفادة من منظومة الاتفاقيات التجارية التي ترتبط بها الوزارة مع العديد من الاسواق على رأسها السوق الافريقي من خلال اتفاقية الكوميسا واتفاقية التجارة الحرة القارية الافريقية وكذا اتفاقية الشراكة المصرية الاوروبية والميركسور والتجارة الحرة العربية، وتحقيق أقصى استفادة من ترأس مصر لقمة الكوميسا وموافقة الدول الأعضاء على المبادرة المصرية لتحقيق التكامل الصناعي الإقليمي، وتنفيذ شراكات مع عدد من الدول العربية لتحقيق التكامل الصناعي العربي.
المساندة التصديرية وسداد المستحقات
وفيما يخص  المساندة التصديرية وسداد المستحقات المتأخرة للمصدرين تم حل هذا الامر جذرياً، ويحسب للقيادة السياسية ولحكومة الدكتور مصطفى مدبولي انها ادارت هذا الملف بمهنية كبيرة، حيث تم انهاء ملف المتأخرات من خلال طرح العديد من المبادرات ومنها مبادرة السداد النقدي، وبرامج مساندة المعارض والشحن الجوي ليبلغ اجمالي المساندة التصديرية المنصرفة منذ العام المالي 2013/2014 وحتى نهاية شهر مايو 2022 نحو 54.3 مليار جنيه لعدد تخطى الـ2700 شركة.

## مؤشرات التنمية الإقتصادية[1]
قامت الوزارة ممثلة في الهيئة العامة للتنمية الصناعية بإقامة 17 مجمعا صناعيا بـ15 محافظة على مستوى
الجمهورية بتكلفة إستثمارية اجمالية بلغت حوالي 10 مليار جنيه، بإجمالي وحدات صناعية يبلغ عددها 5046 وحدة، توفر نحو 48 الف فرصة عمل مباشرة، وفي ذلك الإطار، فقد تم الانتهاء من انشاء وتخصيص 4 مجمعات صناعية بنسبة 100% وبدأت المصانع العمل بها فعليا، وهي:
المجمع الصناعى بمدينة السادات بالمنوفية: باجمالى وحدات بلغ 296 وحدة بمساحات تترواح بين 300 إلى 720 متر، تستهدف الأنشطة الإنتاجية في الصناعات الدوائية، الهندسية، والغذائية.
المجمع الصناعى بمحافظة بورسعيد (جنوب الرسوة): باجمالى عدد وحدات بلغ 118 وحدة بمساحات تترواح بين 300 إلى 840 متر تستهدف أنشطة إنتاجية متنوعة من بينها الصناعات الكيماوية، والهندسية، والغذائية، والغزل والنسيج
المجمع الصناعى بمدينة بدر بالقاهرة: باجمالى عدد وحدات بلغ 87 وحدة بمساحات تترواح بين 680 إلى 1360 متر، تستهدف الأنشطة الإنتاجية في الصناعات الغذائية – الهندسية – الكيماوية.
المجمع الصناعى بمرغم 1 بالإسكندرية: باجمالى عدد وحدات بلغ 238 وحدة مخصصة للصناعات البلاستيكية.
واستكمالاً لخطة إنشاء المجمعات الصناعية فقد قامت الوزارة خلال شهر أكتوبر من عام 2020 بطرح عدد 7 مجمعات، باجمالى عدد وحدات بلغ 1657 وحدة بمحافظات الاسكندرية والبحر الاحمر والغربية وبني سويف والمنيا وسوهاج والاقصر وذلك بمساحات تتراوح ما بين 48 متر الى 792 متر وفقاً لنوع الأنشطة المستهدفة، وذلك على النحو التالي:
1.    مجمع مرغم 2 بالإسكندرية: باجمالى عدد وحدات 204 وحدة مخصصة للصناعات البلاستيكية.
2.    مجمع الغردقة بالبحر الأحمر: باجمالى عدد وحدات بلغ 218 وحدة تستهدف أنشطة الصناعات الغذائية، والهندسية، والكيماوية، ومواد البناء الديكورية.
3.    المجمع الصناعي بالمطاهرة بالمنيا: باجمالى عدد وحدات بلغ 68 وحدة في الصناعات الغذائية، الهندسية، الكيماوية.
4.    المجمع الصناعي ببياض العرب ببني سويف: باجمالى عدد وحدات بلغ 266 وحدة، تستهدف الصناعات الهندسية، والغذائية، والكيماوية.
5.    المجمع الصناعي بالبغدادي بالأقصر: باجمالى عدد وحدات بلغ 206 وحدة تستهدف الصناعات الغذائية، الهندسية، الكيماوية، مواد البناء.
6.    المجمع الصناعي بالمحلة الكبرى بالغربية: باجمالى عدد وحدات بلغ 611 وحدة تستهدف صناعات المفروشات والملابس الجاهزة، الكيماوية، الهندسية.
7.    المجمع الصناعي بغرب جرجا بسوهاج: باجمالى وحدات بلغ 178 وحدة، تستهدف الصناعات الغذائية والهندسية والكيماوية.
يجري حالياً الإنتهاء من إنشاء عدد 6 مجمعات صناعية بمحافظات (اسيوط – أسوان – البحيرة – قنا – الفيوم) بإجمالي عدد وحدات تبلغ نحو 2556 وحدة صناعية تستهدف الصناعات (الكيماوية – الهندسية – الغذائية – الطباعة والتغليف – الأثاث).
تم إنشاء 4 مدن صناعية جديدة شملت مدينة الجلود بالروبيكي على مساحة 506 فدان (تم الانتهاء من المرحلة الأولى) ومدينة الأثاث الجديدة بدمياط على مساحة 331 فدان (تم افتتاحها) وكذا افتتاح مدينة الدواء بمنطقة الخانكة على مساحة 180 ألف متر مربع، ومدينة الرخام بالجلالة بالإضافة الى افتتاح المرحلة الأولى من مجمع صناعات الغزل والنسيج بمنطقة الروبيكي على مساحة 430 فدان، ومشروع سايلو فوودز للصناعات الغذائية بمدينة السادات فضلاً عن انشاء 5 مناطق صناعية بنظام المطور الصناعي بواقع 3 مناطق صناعية بمدينة السادات ومنطقتين بمدينة العاشر من رمضان باجمالي 1557 قطعة ارض وتبلغ مساحتها الإجمالية 7,9 مليون متر مربع اراضي صناعية مرفقة وتبلغ استثماراتها المتوقعة 12 مليار جنيه وتوفر 180 ألف فرصة عمل.
إنشاء 100 هنجر لصناعة الجلود والصناعات المغذية بالمرحلة الثالثة بمدينه الجلود بالروبيكي على ان تكون منطقه متكاملة تشمل ارض معارض ومبنى إداري ومركز تكنولوجيا ومركز تدريب ومحلات تجارية ومخازن وورش على مساحة 90 فدان.
تم منح موافقات وتراخيص لإنشاء مصانع (جديدة وتوسعات ) وتوفيق أوضاع مصانع قائمة فى ضوء قانون التراخيص الصناعية الجديد بلغ اجماليها 82 ألف و152 منشأة صناعية تتيح 4 مليون فرصة عمل، وقد شملت الموافقات كافة محافظات الجمهورية وذلك فى عدد من الانشطة ومنها الصناعات الهندسية والالكترونية والكهربائية والغذائية والمشروبات ومواد البناء وخزف وصيني وحراريات وغزل ونسيج وملابس وجلود وصناعات تحويلية وكيماويات.
فيما يتعلق برخص التشغيل والبناء والسجل الصناعي قامت الهيئة بمنح 63 ألف و736 رخصة تشغيل و6462 رخصة بناء و46 ألف و960 شهادة سجل صناعي وذلك منذ يناير 2014 وحتى نهاية ابريل 2022.

### أهم القرارات المتعلقة بالقطاع الصناعى على النحو التالي:
- -اصدار قانون تيسير إجراءات منح التراخيص الصناعية وإصدار لائحته التنفيذية.
- -إصدار اللائحة التنفيذية لقانون تفضيل المنتجات الصناعية المصرية في العقود الحكومية والتى تلزم الجهات المعنية بالتعاقد على منتجات محلية
- -إعداد دليل ارشادي حول القانون ولائحته التنفيذية وتوزيعه على المنتجين والصناع وإتاحته على الوسائل الالكترونية للتعريف باحكامهما.
- -إصدار قانون الهيئة العامة للتنمية الصناعية ولائحته التنفيذية واللذان جعلا من الهيئة العامة للتنمية الصناعية هيئة عامة إقتصادية لها شخصية اعتبارية مستقلة تابعة لوزارة الصناعة وتكون مسئولة عن تنظيم النشاط الصناعي في جمهورية مصر العربية، وهو الأمر الذي يتيح للهيئة تنظيم النشاط الصناعى ويمنحها وحدها سلطة إصدار التراخيص وتخصيص وترفيق الأراضى الصناعية في مصر.
- -إصدار قرار بتعديل بعض احكام اللائحة التنفيذية للقانون رقم 24 لسنة 1977 والخاص بـالسجل الصناعي ويتضمن إلغاء السجل الصناعى المؤقت
- -إتاحة إصدار سجل صناعى مشروط لضمان جدية المشروع بما يتوافق مع قانون التراخيص الصناعية الجديد ويسهم في مواجهة ظاهرة استيراد المصنعين لمستلزمات الانتاج بغرض الاتجار
- -قرار وزاري بمد الترخيص للشركات المصرية المصنعة والمصدرة لمنتجات شركة ديزنى العالمية حتى ديسمبر 2019 بما يتيح تصنيع وتصدير المنتجات المصرية من الملابس الجاهزة والمفروشات الى الشركات العالمية ويسهم فى توسيع حجم التعاقدات التصديرية وادراج مشترين عالميين جدد لمنتجات الملابس الجاهزة والمفروشات المصرية، وذلك في إطار إستكمال تنفيذ برنامج العمل الافضل فى مصر والذي يتم تنفيذه بالتعاون مع منظمة العمل الدولية.
- -قرار وزاري بتشكيل المجلس الأعلى للتمور برئاسة وزير التجارة والصناعة وعضوية كافة القطاعات المعنية بقطاع التمور في مصر.
- -قرار وزاري بإنشاء مجلس الصناعات النسيجية برئاسة وزيرة التجارة والصناعة وعضوية ممثلي الأطراف المعنية بتنمية صناعة الغزل والنسيج في مصر.
- -قرار وزاري يحدد اشتراطات الإفراج عن سيارات الركوب من الفئة M1 الواردة للاتجار حتى 7 مقاعد بخلاف السائق

## التنمية الاقتصادية الشاملة والمستدامة[1]
لقد حرص قادة البلاد على دعم التنمية الاقتصادية الشاملة والمستدامة والتي استندت بصفة أساسية على النهوض بالصناعة الوطنية من خلال:
- توفير الأراضى الصناعية المرفقة
- إنشاء المدن والمجمعات الصناعية المتخصصة
- إنشاء شبكة للطرق تغطى كافة أنحاء الجمهورية وتدعم منظومة النقل اللوجستي
- توفير برامج تمويلية ميسرة لكافة المشروعات الإنتاجية.

## روابط خارجية
- الصناعة في مصر وآمال التنمية والنهضة.